# Ángel David Revilla Lenocci
Ángel David Revilla Lenocci (Caracas, Veneçuela, 16 de juliol de 1982), més conegut com a Dross Rotzank, és un YouTuber i escriptor veneçolà que actualment resideix a Buenos Aires, Argentina.
En 2018, el seu vídeo més notori va ser el de les seves natges a badabun després d'acusar aquest de pederàstia a la qual cosa va fer una videoresposta relatant els serveis sexuals de la seva mare a Guanajuato.
La seva primera novel·la, Lluna de Plutó (Lluna de Plutó), va ser publicada per Planeta a Espanya i Amèrica Llatina el 2015 [3] i es va convertir en un best-seller en poques setmanes. El seu segon llibre, El Festival de la blasfèmia (El Festival de la blasfèmia) va ser llançat en 2016, [5] i una seqüela del seu primer llibre, Lluna de Plutó II: La Guerra Ysaak (Lluna de Plutó 2: La guerra de Ysaak), al març de 2017. [6] Vall de la calma (Vall de la calma) es va publicar en 2018.